# DXF
DXF (iniciales del inglés Drawing Exchange Format) es un formato de archivo para dibujos de diseño asistido por computadora, creado fundamentalmente para posibilitar la interoperabilidad entre los archivos DWG, usados por el programa AutoCAD, y el resto de programas del mercado. Este tipo de archivos surgió en 1982, junto con la primera versión del programa AutoCAD, propiedad de Autodesk.
A lo largo del tiempo, los archivos DWG se han vuelto más complejos, y la portabilidad mediante DXF ha ido reduciéndose, pues no todas las funciones compatibles con el formato nativo DWG han sido trasladadas al formato DXF.
Dado que no existe una documentación completa sobre DXF, se consideran alternativas en formato de archivo abierto como Scalable Vector Graphics (SVG, definido por el World Wide Web Consortium), Design Web Format (DWF, definido por Autodesk) o Encapsulated PostScript (EPS, estándar ISO e IEC 29112:2018). Aun así, DXF (y DWG) sigue siendo un formato preferido para archivos CAD dentro de la ISO.

## Programas compatibles con la extensiónDXF
- Adobe Illustrator
- AgrimenSoft
- Alibre Design
- Altium
- ArchiCAD
- ArcGIS
- Artlantis
- AutoCAD
- Blender (usando un script de importación)
- Cadwork
- Cartomap
- Cinema 4D
- CorelDRAW
- DesignCAD
- DraftSight
- DWGeditor
- Eye-Sys
- FreeCAD
- Global Mapper
- GstarCAD
- gvSIG
- Inkscape
- IntelliCAD
- Hevacomp
- Lectra
- Lenel OnGuard
- LibreCAD
- Manifold System
- Maple 12
- Mathematica
- MetaCAM
- Microsoft Word
- Microsoft Visio
- MicroStation
- miniPLAN
- Modo (software)
- OmniWin Cadnest
- Paint Shop Pro
- Processing
- QCad
- QGIS
- RackTools
- Recmin
- Rhinoceros 3D
- SketchUp
- Silhouette Studio[5]
- Solid Edge
- SolidWORKS
- UGS NX
- VectorWorks
- WorkXPlore 3D
- ZWCAD